# 공산댐
공산댐(公山dam)은 대한민국 대구광역시 동구 지묘동에 위치한 댐이다. 팔공산에서 남으로 흐르는 동화천에 지은 댐으로, 대구 북부 지방의 상수원을 제공한다. 1979년 착공해서, 1981년 완공하였다.
공산댐으로부터 얻는 상수원에 대한 효용 가치 및 일대 상수도보호구역에 대한 주민 불만 등이 촉발해, 댐을 해체하고 동화천을 복원하여 관광지로 개발하자는 논의가 진행 중이다.